# Escuela Superior Militar Eloy Alfaro
La Escuela Superior Militar Eloy Alfaro (ESMIL) es la escuela de formación de oficiales del Ejército del Ecuador. Se ubica en el barrio Parcayacu de la parroquia El Condado, a las afueras de la ciudad de Quito por su extremo norte. Es considerada por su infraestructura y equipamiento como una de las mejores instituciones de formación de Oficiales de América Latina.
Mención de Brigadieres de gran gallardía última promoción 
124(CXXIV).
Demostrando amplitud de conocimientos académicos y militares, tácticas e intervenciones entre destacados cargos de grupos caballería y cursos realizados durante su formación Militar.
Se mencionan:
Brigadieres mayores:
Kadete Torres Cedeño Kevin Arturo,
Kadete Andrade Malla Xavier Luis, 
Kadete Peralta Zamora José Daniel.
Demostrando su calidad y eficacia de orden y análisis académicos aportando a las mejoras de la institución se mencionan los siguientes
Sub Brigadieres:
Kadete Pérez Levoyer Daniela María, 
Kadete Zambrano Carchi Andrés, 
Kadete Varela Samaniego Carla María.

## Historia
La Escuela Militar nace prácticamente con la República en 1838. 
Vicente Rocafuerte, comprendiendo que para consolidar el nuevo Estado era indispensable contar con soldados capaces y de honor; dispone mediante decreto ejecutivo firmado el 8 de marzo la creación del Colegio Militar, inaugurándose el 7 de mayo del mismo año en el convento de San Buenaventura, cerca del histórico templo de San Francisco, donde funcionó durante 7 años.
El Sr. José Félix Valdivieso presidente de la Convención y encargado del Poder Ejecutivo, decreta el cierre temporal del Colegio Militar en abril de 1845, permaneciendo en esa situación hasta inicios del 1869. 
Largos años pasaron hasta que otro ilustre ecuatoriano, Gabriel Garcia Moreno, la volvió a estructurar. Esta vez con el nombre de Escuela Práctica de Cadetes, en 2 de abril de 1869; funcionó inicialmente en el convento de San Agustín y luego en la casa No.31 de la carrera Venezuela. Penosamente, el asesinato cometido en la persona del ilustre mandatario significó una suspensión temporal de la vida del Instituto. El 6 de febrero de 1876, el presidente Antonio Borrero decreta la clausura de la Escuela.
El 13 de agosto de 1888, el presidente Antonio Flores Jijón sanciona el decreto legislativo del 8 de agosto del mismo año en el que se reabre la Escuela, funcionando en el cuartel del Regimiento de Artillería de Montaña (conocido después como Cuartel Real de Lima).
En el año de 1892 la Escuela es reorganizada por el presidente Luis Cordero Crespo, adquiriendo par el efecto la quinta de la familia Uribe, situada frente al Ejido, donde se levanta actualmente el edificio del Seguro Social.
Por efecto de la Revolución Liberal se interrumpe su funcionamiento. Casi inmediatamente después de consolidado el poder liberal, en general Eloy Alfaro decreta la reapertura del Colegio Militar el 11 de diciembre de 1899, en el campo de Marte; Palacio de la Exposición, y desde 1937 en la Pradera. Desde esa fecha hasta el presente, la Escuela ha venido graduando promociones de dignos oficiales de la Patria.
Finalmente, el Dr. José María Velasco Ibarra, el 5 de octubre de 1970 decreta la creación de la Escuela Militar como Instituto de Educación Superior. En el año de 1974 se adquirió la hacienda de Parcayacu y se inició la construcción de sus nuevas y definitivas instalaciones, en las cuales comenzó a funcionar a partir del 4 de octubre de 1981.
A inicios de 1995, los Cadetes de los dos últimos años participaron en la exitosa defensa de la Integridad Territorial y del Honor Nacional, integrando la Brigada Movilizada Cenepa, y los diferentes repartos militares que escribieron una página gloriosa de la historia militar ecuatoriana.
El proceso de modernización institucional que se inició con cambio de siglo, significó también que la Escuela Militar actualice el modelo de inteaprendizaje con el que los futuros oficiales se capacitaban, por lo que su malla curricular se adaptó a los nuevos escenarios y a las necesidades de la fuerza. La formación integral hoy da como resultado Subtenientes de Arma y Servicios, Licenciados en Ciencias Militares, pero por sobre todo "ciudadanos comprometidos con la seguridad y el desarrollo del Ecuador".